# Кобела
Кобела (ест. Kobela) — сільське селище (ест. alevik) в Естонії. Входить до складу волості Антсла, повіту Вирумаа.

## Відомі люди
- Тоомас Рейн — естонський архітектор.